# Falsa baya

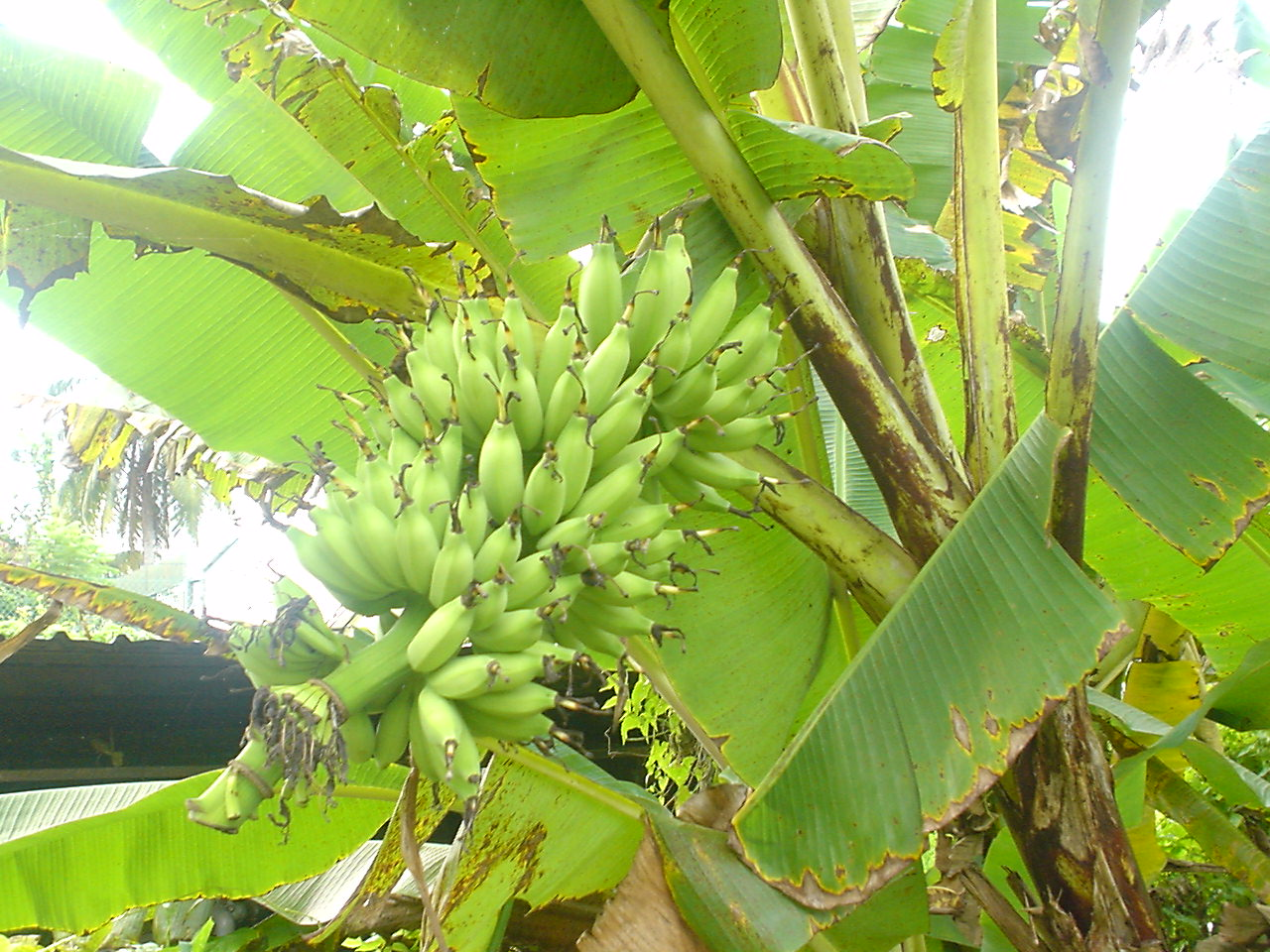
Los restos florales visibles en el extremo distal de estas bananas inmaduras hacen visible que provienen de un ovario ínfero.

Las falsas bayas, bayas epíginas o pseudobayas son un tipo de fruto accesorio similar a la baya en estructura, pero procedente de plantas en las que la flor posee un ovario ínfero, es decir, ubicado debajo de la inserción de los otros componentes de la flor. En este caso, el toro o tubo floral, formado por la parte basal de los sépalos, pétalos y estambres, puede volverse carnoso con la maduración, uniéndose al ovario para formar el fruto definitivo.
La banana (Musa x paradisiaca) y el aguacate o palta (Persea americana) son ejemplos de falsas bayas. Un tipo especial entre éstas lo conforman las pepónides, típicas de las cucurbitáceas.
- Datos: Q3847256